# Bordelum
Bordelum er en landsby og kommune beliggende nord for Bredsted på grænsen mellem marsk og gest i det nordvestlige Sydslesvig. Administrativt hører kommunen under Nordfrislands kreds i den nordtyske delstat Slesvig-Holsten. Kommunen samarbejder på administrativt plan med andre kommuner i omegnen i Midterste Nordfrisland kommunefælleskab (Amt Mittleres Nordfriesland). Landsbyen er sogneby i Bordelum Sogn. Sognet lå i Nørre Gøs Herred (Bredsted Amt, Sønderjylland), da området tilhørte Danmark.

## Historie
Bordelum er første gang nævnt 1300. Forleddet bord- mener rand (sml. oldnordisk borð), formodentlig her ved gestens rand.

## Geografi
Kommunen er beliggende ved grænsen mellem den nordfrisiske marsk og den midtslesvigske gest. Nord for Bordelum ved grænsen til nabobyen Langhorn ligger med Bordelumhede et større hedeområde.
Kommunen består af Vester og Øster Bordelum samt Adebøl (på tysk Addebüll), Byttebøl (Büttjebüll, på nordfrisisk Bötjebel), Dørpum (Dörpum, Toorpem), Dørpummark (Dörpumfeld, Toorpemfäil), Ebøl (Ebüll), Margarethenberg, Sterdebøl (Sterdebüll, Steerdebel) og Stolbjerg (Stollberg).

## Bordelum Kirke
Byens munkestenskirke er fra begyndelsen af 1200-tallet. Kirken er viet til Sankt Nikolaus og indeholder bl.a. en trefløjet altertavle fra 1600-tallet og en sengotisk marmordøbefont fra Belgien fra 1400-tallet. En del af korets murværk stammer fra en ældre murstenskirke, som blev opført i 1100-tallet.
Kirken er placeret ud for selve byen ved Stolbjerg, hvor beboerne i vikingetiden havde dyrket de nordiske guder.
For foden af kirken findes en hellig kilde. I middelalderen blev det hvide slam fra kilden anvendt som helbredelsesmiddel. Det vides, at folk endnu i begyndelsen af 1800-tallet samledes ved den hellige kilde. Kilden er i dag fredet.

## Vækkelsen i Bordelum
I 1700-tallet var der en pietistisk vækkelsesbevægelse i Bordelum. Deres forbillede var i de første år de stærke jyder og den herrnhutiske brødremenighed i Christiansfeld. Senere blev de mere og mere sværmeriske. Folk kaldte sig for syndfri og forkastede sakramenterne, arbejdede om søndagen og flere gifte kvinder forlod deres mænd. I 1741 blev de sværmeriske møder forbudt, og bevægelsen døde ud efter få år (se konventikelplakat).
Bordelumvækkelsen forblev en enkeltstående episode.